# رسول‌نگر
رسول‌نگر (به انگلیسی: Rasool Nagar) یک منطقهٔ مسکونی در پاکستان است.